# Cerro Tres Cumbres
Cerro Tres Cumbres es una montaña en los Andes de Bolivia, en la región del Altiplano. Administrativamente está ubicado en el municipio de San Pablo de Lípez de la provincia de Sud Lípez en el departamento de Potosí. Su pico más alto está a una altitud de 5.337 metros sobre el nivel del mar. Sus estribaciones tienen aproximadamente 1 kilómetro de ancho.
El terreno alrededor de Cerro Tres Cumbres es mayoritariamente montañoso, pero al oeste es llano. Se encuentra así mismo dentro de la Reserva nacional de fauna andina Eduardo Abaroa.